# Nick Wilder
Nick Wilder (ur. 3 grudnia 1952 w Fehmarn) – niemiecki aktor teatralny, filmowy i telewizyjny.

## Życiorys
W latach 1972–1980 studiował na wydziale technologii drewna i biologii na Uniwersytecie Hamburskim zdobywając dyplom inżyniera. W 1977 był mistrzem świata w windsurfingu. Stał się znany szerszej publiczności jako reklamowy bohater Pan Kaiser Ergo Lebensversicherung. W styczniu 2011 przejął rolę doktora Wolfa Sandera w serialu ZDF Statek marzeń (Das Traumschiff). 

## Filmografia

### Filmy
- 1994: Gwiezdne wrota (Stargate) jako Taylor, brygadzista
- 1995: Uwięzione (Caged Hearts) jako Steve
- 1995: Im Sog des Bösen jako Desk Clerk
- 1996: Lethal Orbit (TV) jako Mike
- 2004: Krucjata Bourne’a (The Bourne Supremacy) jako Delta C.O.

### Seriale TV
- 1997: Najemnicy (Soldier of Fortune, Inc.) jako Wolfgang Kepper
- 1998: Nasz Charly (Unser Charly) jako Stefan Bernsdorf
- 1998: Baza Pensacola (Pensacola: Wings of Gold)
- 1999: Dzika rodzinka (The Wild Thornberrys) jako Olav (głos)
- 2001: Kobra – oddział specjalny jako Walter
- 2002: Nasz Charly (Unser Charly) jako Rainer Bartelt
- 2003: SOKO Leipzig jako Henningfeld
- 2003: Nasz Charly (Unser Charly) jako Michael Alberts
- 2008: Hallo Robbie! jako Mathias Mack
- 2010: Nasz Charly (Unser Charly) jako Norbert Behringer
- 2011-2020: Das Traumschiff jako dr Wolf Sander
- 2017: Rejs ku szczęściu: Podróż poślubna do Norwegii (Kreuzfahrt ins Glück: Hochzeitsreise nach Norwegen) jako dr Sander
- 2017-2018: Rote Rosen jako Johann Feddersen
- 2019: Statek marzeń - Antigua (Das Traumschiff – Antigua) jako dr Sander